# Penelope Mitchell
Penelope Mitchell  (Melbourne, Victoria; 15 de agosto de 1991) es una actriz australiana. Es conocida por interpretar a Letha Godfrey en Hemlock Grove.

## Biografía
Mitchell nació en Melbourne, Australia. Es hija de una artista francesa y un empresario australiano. Tiene dos hermanos mayores y es prima de la actriz Radha Mitchell.
Tomó clases de ballet de los cuatro a los dieciséis años. Se graduó de la escuela secundaria, donde obtuvo un diploma de Bachillerato Internacional. Asistió a la Universidad de Melbourne, con la intención de convertirse en abogado. Durante su tiempo allí continuó actuando y escribió para varias publicaciones. Finalmente, Mitchell completó su licenciatura en Artes: Medios de Comunicación, antes de trasladarse a Los Ángeles para dedicarse a la actuación.

### Carrera
Debutó en 2009 en un episodio de la serie de televisión australiana Rush. Otros créditos incluyen programas como Toon Time, un programa infantil y Next Stop Hollywood, que sigue a seis actores australianos que se mudan a Hollywood para audicionar en pilotos de series de televisión. Así mismo, participó en series como Offspring y en películas tales como 6 Plots y The Joe Manifesto.
En abril de 2012, Mitchell fue elegida para interpretar a Letha Godfrey en la serie de terror estadounidense Hemlock Grove. En 2014 obtuvo un papel recurrente en The Vampire Diaries, donde interpreta a Liv Parker. Fue elegida para interpretar a Laci en Zipper y a Skye Williams en The Fear of Darkness.

## Filmografía
| Cine       | Cine                           | Cine                   | Cine              |
| Año        | Película                       | Rol                    | Notas             |
| ---------- | ------------------------------ | ---------------------- | ----------------- |
| 2011       | The Fat Lady Swings            | Sherry                 | Cortometraje      |
| 2011       | The Grace of Others            | Grace                  | Cortometraje      |
| 2011       | NIghtshift of the Vampire      | Sofia                  | Cortometraje      |
| 2011       | Meth to Madness                | Zoe                    | Cortometraje      |
| 2012       | The Wishful                    | Lula Doe/Princesa Lula | Cortometraje      |
| 2012       | 6 Plots                        | Jules Freeman          |                   |
| 2012       | Green Eyed                     | Sarah                  | Cortometraje      |
| 2013       | The Joe Manifesto              | Sue                    |                   |
| 2014       | Zipper                         | Laci                   |                   |
| 2014       | The Curse of Downers Grove     | Tracy                  |                   |
| 2014       | The Fear of Darkness           | Skye Williams          |                   |
| 2015       | Curve                          | Ella Rutledge          |                   |
| 2018       | Look Away                      | Lily                   |                   |
| 2019       | Hellboy                        | Ganeida la Bruja       |                   |
| 2020       | Becoming                       | Lisa Corrigan          |                   |
| 2022       | The Hyperions                  | Vista Mandulbaum       |                   |
| 2022       | R.I.P.D. 2: Rise of the Damned | Jeanne                 | Elenco principal  |
| 2024       | Sting                          | Heather                |                   |
| 2024       | Oh, Canada                     | Sloan/Amy              |                   |
| Televisión |                                |                        |                   |
| Año        | Título                         | Rol                    | Notas             |
| 2009       | Rush                           | Sarah                  | 1 episodio        |
| 2011       | Offspring                      | Chrissy                | 1 episodio        |
| 2013       | Next Stop Hollywood            | Ella misma             | Documental        |
| 2013       | Hemlock Grove                  | Letha Godfrey          | Elenco principal  |
| 2014-2015  | The Vampire Diaries            | Liv Parker             | Elenco recurrente |
| 2022       | Star Trek: Picard              | Renée Picard           | Segunda temporada |